# What About Now (bài hát của Daughtry)
"What About Now" là đĩa đơn thứ bảy của ban nhạc rock nước Mỹ Daughtry's từ album phòng thu đầu tay Daughtry. Bài hát sáng tác bởi Ben Moody, David Hodges (cả hai là thành viên cũ của ban nhạc Evanescence), và Josh Hartzler, vợ của thủ lĩnh Evanescence). Đây là một trong hai ca khúc trong album không được sáng tác hoặc đồng sáng tác bởi Chris Daughtry. Việc chọn bài hát làm đĩa đơn tiếp theo đã được thông báo của trang web của nhóm.
Đĩa đơn đã được phát hành chính thức tại Mỹ ngày 1 tháng 7 năm 2008.

## Video âm nhạc
Video âm nhạc, đạo diễn bởi Kevin Kerslake, đã lên sóng ngày 11 tháng 7 năm đó trên chương trình FNMTV của kênh MTV.
Bài hát này từng được thể hiện trong chương trình truyền hình American Idol mùa thứ bảy, cũng như trong rất nhiều tập của loạt chương trình The X Factor năm 2009, I'm a celeb 2009 và Britain's Got Talent 2010.

## Lịch sử phát hành
| Khu vực        | Ngày               | Dạng đĩa    |
| -------------- | ------------------ | ----------- |
| Hoa Kỳ         | 1 tháng 7 năm 2009 | CD, nhạc số |
| Vương quốc Anh | Tháng 10 năm 2009  | CD, nhạc số |

## Thành tích xếp hạng
Raising money for Idol Gives Back, the acoustic performance of "What About Now" was put onto iTunes and debuted at #8 on the Billboard Hot Digital Songs chart, fueling a #18 debut on Billboard's Hot 100, the band's highest debuting song to date, as well as their fourth top twenty Hot 100 hit. It also entered at #17 on the Canadian Hot 100, giving the band their fourth top twenty hit there as well. It achieved these peaks over two months before the song's official release.
Đây là đĩa đơn thứ năm liên tiếp của nhóm lọt vào top 10 bảng xếp hạng Adult Top 40, ở vị trí #3, đem lại cho nhóm kỉ lục nghệ sĩ có số đĩa đơn top 10 nhiều nhất từ cùng một album, bằng với thành tích của các album khác như Breakaway của Kelly Clarkson và All the Right Reasons của Nickelback. Bài hát cũng đạt vị trí số 3 trên Hot Adult Contemporary Tracks, là đĩa đơn top 10 thứ ba của họ và cũng nhóm giữ danh hiệu ban nhạc rock duy nhất có 3 đĩa đơn top 10 từ một album trên bảng xếp hạng
The song also entered the top twenty on Mainstream Top 40 radio, peaking at #19 in October 2008, their fifth consecutive top twenty hit on the format. As such, the song re-entered the Hot 100 at #94 on the chart week of ngày 6 tháng 9 năm 2008, and climbed to #29 upon its re-entry.
Tại Anh, bài hát lọt vào UK Singles Chart tháng 5 năm 2009 sau khi được thể hiện trong chương trình Britain's Got Talent. Vào tháng 8 năm 2009, bài hát quay trở lại bảng xếp hạng nhờ được thể hiện trong X-Factor
Ngày 4 tháng 10 năm 2009, ca khúc này của Daughtry cũng đã quay trở lại UK Singles Chart ở vị trí #39.
| Bảng xếp hạng (2008)              | Vị trí cao nhất |
| --------------------------------- | --------------- |
| Canadian Hot 100                  | 17              |
| U.S. Billboard Hot 100            | 18              |
| U.S. Billboard Pop 100            | 21              |
| U.S. Billboard Adult Top 40       | 3               |
| U.S. Billboard Adult Contemporary | 3               |
| Bảng xếp hạng (2009)              | Vị trí cao nhất |
| Irish Singles Chart               | 30              |
| UK Singles Chart                  | 11              |

## Phiên bản Westlife
"What About Now" đã được thu âm lại bởi ban nhạc người Ireland Westlife trong album phòng thu thứ 10 của họ, Where We Are. Bài hát này đã được chọn làm đĩa đơn mở đầu của album này, phát hành ngày 26 tháng 10 năm 2009 và là đĩa đơn duy nhất từ album này được phát hành.
Đĩa đơn này đã tiêu thụ được trên 270.000 đĩa tính riêng tại Vương quốc Anh. Ngày 11 tháng 11 năm 2009, bài hát này đã được biểu diễn trong buổi hòa nhạc Giải Nobel Hòa Bình 2009 bởi nhóm trong màn vinh danh Tổng thống Mỹ Barack Obama.

### Thành tích xếp hạng
Trong tuần đầu tiên phát hành, phiên bản này của Westlife đã leo đến vị trí số 2 trên bảng xếp hạng đĩa đơn Ireland, chỉ sau "Fight for This Love" của Cheryl Cole. Ngoài ra, phiên bản này cũng đã đạt vị trí #4 trên UK Downloads Chart, #6 trên UK Radio airplay, #2 trên Scottish Chart và #22 trên UK TV Airplay Chart.
| Bảng xếp hạng (2009)     | Vị trí cao nhất |
| ------------------------ | --------------- |
| European Hot 100 Singles | 7               |
| Irish Singles Chart      | 2               |
| Slovakian Airplay Chart  | 81              |
| Swedish Singles Chart    | 13              |
| UK Singles Chart         | 2               |

#### Xếp hạng cuối năm
| Bảng xếp hạng (2009) | Vị trí |
| -------------------- | ------ |
| UK Singles Chart     | 85     |

### Video âm nhạc
Video âm nhạc cho "What About Now" do Philip Andelman đạo diễn, đã được phát hành trên website chính thức của nhóm và các kênh âm nhạc ngày 6 tháng 11 năm 2009. Video được quay tại Vatnajökull Glacier ở Iceland. Video quay cảnh ban nhạc hát ở một vùng đất tuyết trắng. Feehily sau đó đã nói trên blog chính thức của mình rằng nơi quay video thực sự đã bị xuyên tạc bởi trận núi lửa phun cách đó không lâu ở Iceland.

### Danh sách bài hát
1. "What About Now" - 4:11
2. "You Raise Me Up" (trực tiếp tại Croke Park) - 5:00

### Thời gian phát hành
| Khu vực        | Ngày                 | Dạng đĩa            | Hãng đĩa                 |
| -------------- | -------------------- | ------------------- | ------------------------ |
| Ireland        | 23 tháng 10 năm 2009 | Nhạc số, CD đĩa đơn | RCA Records              |
| Vương quốc Anh | 25 tháng 10 năm 2009 | Nhạc số             | Syco Music, RCA Records  |
| Vương quốc Anh | 26 tháng 10 năm 2009 | CD đĩa đơn          | Syco Music, RCA Records  |
| Đức            | 27 tháng 10 năm 2009 | Nhạc số             | Sony Music Entertainment |
| Thụy Điển      | 28 tháng 10 năm 2009 | Nhạc số             | Sony Music Entertainment |
| New Zealand    | 18 tháng 11 năm 2009 | Nhạc số             | Sony Music Entertainment |
| Hồng Kông      | 26 tháng 11 năm 2009 | Nhạc số             | Sony Music Entertainment |